# Wyższa Szkoła Medyczna w Sosnowcu
Wyższa Szkoła Medyczna w Sosnowcu – niepubliczna szkoła wyższa z siedzibą w Sosnowcu, w dzielnicy Niwka, przy ul. Wojska Polskiego 6. Została założona przez Danutę Obcowską, która od momentu powstania placówki pełni funkcję kanclerza. Uczelnia działa na podstawie decyzji Nr DSW-2-064001-147/07 wydanej 31.10.2007 r. przez Ministra Nauki i Szkolnictwa Wyższego.
Rektorem Wyższej Szkoły Medycznej w Sosnowcu jest dr n. med. Grzegorz Zieliński. 

## Kierunki kształcenia
Wyższa Szkoła Medyczna w Sosnowcu kształci obecnie 2000 studentów (stan na 1 października 2024) na kierunkach pielęgniarstwo (stacjonarne pierwszego stopnia, stacjonarne i niestacjonarne drugiego stopnia, niestacjonarne pomostowe poziom A, B, C, D) oraz ratownictwo medyczne (niestacjonarne I stopnia). Od swojego powstania uczelnia wykształciła 1639 absolwentów. Szkoła prowadzi studia podyplomowe oraz kursy specjalistyczne i doszkalające.
Wyższa Szkoła Medyczna wydała także książki mające dostarczyć czytelnikom podstawę wiedzy teoretycznej oraz odpowiedź na nurtujące problemy z zakresu pielęgniarstwa, położnictwa, ginekologii i marketingu usług medycznych.
Uczelnia działa na rzecz lokalnej społeczności oraz propaguje wiedzę z zakresu ochrony zdrowia i udzielania pierwszej pomocy przy okazji imprez miejskich i regionalnych, a także wychodząc z projektami dla sosnowieckich szkół ogólnokształcących. Włącza się także w akcje charytatywne, m.in. w projekt Szlachetna Paczka. 

## Akademia Seniora
W 2014 roku Wyższa Szkoła Medyczna współtworzyła projekt aktywizacji seniorów miasta, organizując od marca do grudnia spotkania Akademii Seniora – wspólnego projektu uczelni i sosnowieckiego Hospicjum Domowego im. św. Tomasza Apostoła finansowanego w tramach Rządowego Programu na rzecz Aktywności Społecznej Osób Starszych „Mam 60 lat – pogłębiam swoją wiedzę i jestem aktywny”.
Przez ponad pół roku 60 seniorów bezpłatnie uczestniczyło w wykładach, zajęciach warsztatowych, imprezach kulturalnych i wycieczkach. Każde spotkanie rozpoczynało się od wspólnego obiadu. Następnie odbywały się wykłady oraz warsztaty prowadzone przez specjalistów. Najwięcej uwagi poświęcono kwestiom medycznym. Seniorzy mogli dowiedzieć się jak się odżywiać, leczyć i żyć zdrowo. Poza wykładami, obejmującymi m.in. profilaktykę, tematykę chorób, seksuologię, dietetykę, psychologię czy zagadnienia wolontariatu odbywały się też zajęcia warsztatowe m.in. z psychologii, poradnictwa prawnego oraz obsługi komputera. Organizatorzy zaprosili seniorów także na wycieczki edukacyjne do Krakowa i Częstochowy, piknik przy ognisku w Domu Pomocy Społecznej oraz koncerty (m.in. Anity Lipnickiej).